# Plebisciet van 20 en 21 december 1851
Het plebisciet van 20 en 21 december 1851 was een plebisciet dat werd georganiseerd tijdens het Tweede Franse Keizerrijk waarbij de kiesgerechtigde (uitsluitend mannelijke) Fransen de vraag werd voorgelegd of zij akkoord gingen met het behoud van de macht door president Lodewijk Napoleon en of ze hem de bevoegdheid wilden toezeggen om een nieuwe grondwet op te stellen. Met andere woorden werd de kiesgerechtigden gevraagd of ze akkoord gingen met de staatsgreep van de president op 2 december 1851. 92,03% van de opgedaagde kiesgerechtigden stemden in met de staatsgreep en haar gevolgen. Er was een opkomst van 81.7%.
Het vrije karakter van deze stembusgang is betwist.

## Uitslag
| Keuze                 | Aantal stemmen | Percentage |
| Ja                    | 7.481.231      | 92,03%     |
| Nee                   | 647.292        | 7,96%      |
| Geldige stemmen       | 8.128.523      | 99,5%      |
| Ongeldige stemmen     | 37.107         | 0,5%       |
| Totaal aantal stemmen | 8.165.630      | 100%       |